# Scopula chosensis
Scopula chosensis är en fjärilsart som beskrevs av Felix Bryk 1948. Scopula chosensis ingår i släktet Scopula och familjen mätare. Inga underarter finns listade.